# Henry Green
Henry Green, seudónimo de Henry Vincent Yorke  (Tewkesbury, 29 de octubre de 1905 - 13 de diciembre de 1973), fue un escritor británico.

## Biografía
Nació cerca de Tewkesbury, Gloucestershire, en el seno de una familia pudiente con negocios prósperos relacionados con el sector industrial. Estudió en el Eton College, Oxford, aunque lo abandonó en 1926 sin obtener el título, al parecer por desavenencias con su tutor C.S. Lewis. Sirvió como bombero en la Segunda Guerra Mundial.
Henry Green fue amigo del novelista británico Graham Greene, cuyo nombre completo era Henry Graham Greene. Es autor de numerosas novelas de sátira social.